# Bakens van Gondor

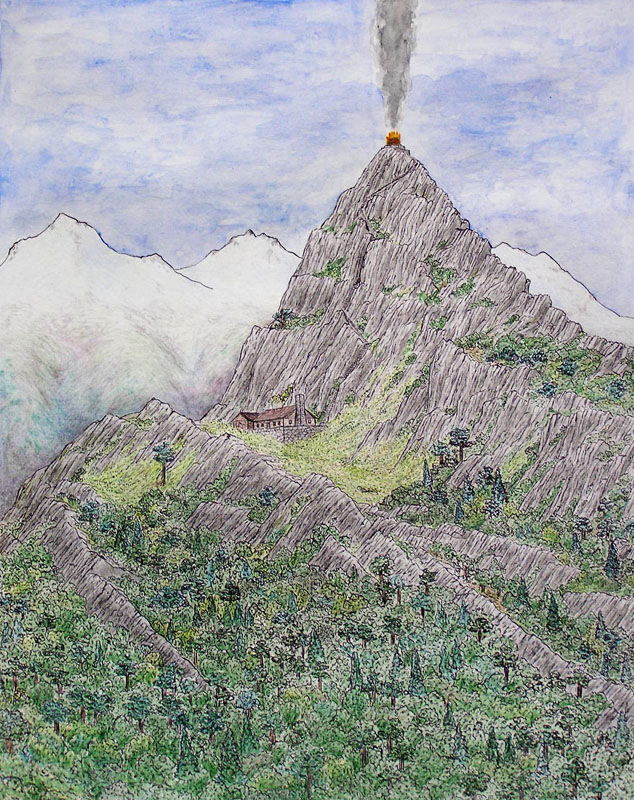
Het baken van de top Eilenach, een tekening van Matěj Čadil

In het Midden-aarde van J.R.R. Tolkien waren de Bakens van Gondor (Engels: The Beacons of Gondor) een waarschuwingssysteem voor de inwoners van Gondor.
De bakens waren grote houtstapels die permanent werden bemand door Gondorianen. Deze bakens waren geplaatst op zeven toppen van de Ered Nimrais. Van oost naar west waren dat:
1. Amon Dîn
2. Eilenach
3. Nardol
4. Erelas
5. Min-Rimmon
6. Calenhad
7. Amon Anwar (of Halifirien)

Amon Dîn stond hiermee het dichtst bij Minas Tirith. Amon Dîn betekent "stille heuvel" ("Amon"=heuvel en "Dîn"=stil). Amon Dîn stond ten oosten van het bos van de Drúedain. Het was een puntige heuvel die hoog boven de bomen uitstak. De mensen die de wacht op de Amon Dîn hielden konden uitkijken over Dagorlad, de Anduin, Cair Andros en Ithilien. Onder de piek van Halifirien, het meest westelijk gelegen van alle bakens, was lange tijd de graftombe van Elendil verborgen.
Aan het einde van de Tweede Era en het begin van de Derde Era dienden de bakens er voornamelijk voor om het zuiden van Gondor te waarschuwen voor eventueel gevaar uit de noordelijke provincie Calenardhon en andersom. Nadat echter Stadhouder Cirion van Gondor Calenardhon overdeed aan de Éothéod (de voorouders van de Rohirrim), werden de bakens voornamelijk nog gebruikt om de bevolking in Anórien te waarschuwen.
Hulpverzoeken tussen Gondor en Rohan werden daarentegen uitgewisseld door middel van een boodschapper met de Rode Pijl.
Tijdens de Oorlog om de Ring werden de bakens ontstoken toen Minas Tirith door het leger van Sauron onder vuur kwam te liggen. Terwijl de Rohirrim Gondor te hulp snelden, passeerden zij alle zeven bakens op hun weg naar het oosten.

## De bakens in de filmversie
Een van de grootste veranderingen die de film "The Lord of the Rings" van regisseur Peter Jackson vertoont ten opzichte van het boek, is op het tijdstip dat Gandalf samen met Pepijn naar Minas Tirith rijdt. In de film zijn de bakens op dat moment niet ontstoken omdat Stadhouder Denethor II heeft besloten niet de hulp in te roepen van Rohan. In het boek is dat wel het geval.
In de film valt te zien hoe Pepijn, aangespoord door Gandalf, het baken boven Minas Tirith aansteekt, waarna de overige bakens ook worden ontstoken en dat dat uiteindelijk door Aragorn in Edoras wordt gezien. Het aansteken van de bakens (en dus niet de Rode Pijl, die niet wordt genoemd in de film), helpt Aragorn om Théoden over te halen Gondor te hulp te schieten.
Daarnaast zijn er in de film tien bakens te zien in plaats van de zeven zoals die het boek worden beschreven. De zeven bakens in Anórien zouden Edoras niet gehaald hebben en omdat de film de Rode Pijl weglaat zijn er extra bakens nodig om het laatste stuk, tussen de Meringstroom en Edoras te bereiken.